# Feldkirchen (district)
Het politieke district Bezirk Feldkirchen in de Oostenrijkse deelstaat Karinthië bestaat uit een aantal gemeenten en één zelfstandige stad.

## Steden
- Feldkirchen in Kärnten

## Gemeenten
- Albeck
- Glanegg
- Gnesau
- Himmelberg
- Ossiach
- Reichenau
- Sankt Urban
- Steindorf am Ossiacher See
- Steuerberg